# Катерина Горіна
Катерина Горіна (нар. 24 червня 1992, Санкт-Петербург) — російська актриса.

## Біографія
Катерина Горіна народилася 24 червня 1992 року в Санкт-Петербурзі.
Здобула популярність після виходу фільму Сергія Бодрова «Сестри». Проживаючи неподалік від «Ленфільму», бачила довгі черги дівчаток на кастинг на фільм, але сама туди йти не збиралася і потрапила лише завдяки наполяганням бабусі. На пробах справила враження на Сергія Бодрова, але, оскільки назвалася вигаданим ім'ям і дала невірний номер телефону, то знайти її виявилося складним завданням.
Після «Сестер» зіграла кілька ролей у телесеріалах.
Закінчила школу з поглибленим вивченням німецької мови, рік провела за обміном у Німеччині. У вересні 2011 року вступила до Петербурзького інституту юдаїки на філологічний факультет, який успішно закінчила в 2017 році. Хобі — джаз-модерн. Підробляла офіціанткою в кафе.

## Призи та нагороди
- Червень 2001 року: XII Відкритий Російський фестиваль «Кінотавр». Участь у програмі «Дебют». Приз і диплом Журі «За найкращий акторський дует» за головну роль у фільмі «Сестри».